# La Cruz de Lajas
La Cruz de Lajas är en ort i Mexiko.   Den ligger i kommunen Pueblo Nuevo och delstaten Durango, i den centrala delen av landet, 700 km nordväst om huvudstaden Mexico City. La Cruz de Lajas ligger 392 meter över havet och antalet invånare är 127.
Terrängen runt La Cruz de Lajas är kuperad åt sydost, men åt nordväst är den bergig. Runt La Cruz de Lajas är det mycket glesbefolkat, med 4 invånare per kvadratkilometer. Närmaste större samhälle är Contadero, 9,9 km söder om La Cruz de Lajas. I omgivningarna runt La Cruz de Lajas växer i huvudsak lövfällande lövskog.